# MosP
MosP（モスプ）は、オープンソースの勤怠管理システム。

## 概要
Webベースで動作し、インターネットやイントラネットを通して利用する人事給与・勤怠管理システムである。履歴管理機能を有するため、いつ、誰が、どこで、といった管理が可能。
MosPV4はAGPLv3ライセンスである。
2006年にオープンソースとして公開された。
2012年11月には、2件の脆弱性が修正され、その情報が脆弱性情報データベースのJVNで公開されている。